# Tom Jones (Rennfahrer)
Thomas C. Jones (* 26. April 1943 in Dallas, Texas; † 29. Mai 2015 in Eastlake, Ohio) war ein amerikanischer Automobilrennfahrer, der in den 1960er und 1970er Jahren als Privatfahrer zahlreiche Rennen in diversen amerikanischen Serien fuhr. Ein einziger Berührungspunkt mit dem internationalen Motorsport ergab sich 1967, als Jones sich zu einem Rennen der Formel 1 meldete. Er nahm am Zeittraining teil, wurde aber wegen zu langsamer Rundenzeiten nicht zum Rennen zugelassen. Jones galt im Formel-1-Umfeld lange als Mysterium. Bereits bei seinem Auftreten in der Formel 1 wurde er als „nahezu unbekannt“ beschrieben. Bis in die 1990er Jahre hinein wurde nahezu nichts über Jones bekannt; erst zur Jahrtausendwende wurde seine Biographie recherchiert.

## Rennsportkarriere
Jones’ Renneinsätze waren weitgehend auf Clubrennen und auf nationale Rennserien in den Vereinigten Staaten beschränkt. 1962 begann er, an regionalen Clubrennen teilzunehmen; dabei fuhr er unter anderem eine Alfa Romeo Giulietta und einen Lotus Seven. 1966 und 1967 engagierte sich Jones in der Formel A, einem Vorläufer der Formel 5000. Nachdem der Versuch, 1967 am ersten zur Formel-1-Weltmeisterschaft zählenden Großen Preis von Kanada teilzunehmen, gescheitert war, stellte Jones aus finanziellen Gründen sein Motorsportengagement zunächst ein. Erst 1973 trat er wieder in Erscheinung. Zwischen 1973 und 1976 nahm er mehr oder weniger regelmäßig an Rennen der amerikanischen Formel 5000 teil. Danach meldete sich Jones noch zu einzelnen Can-Am-Rennen, konnte an ihnen aber nicht mehr teilnehmen. 1980 beendete Jones seine Rennfahrerkarriere. Danach war er selbständiger Betreiber eines metallverarbeitenden Unternehmens in Cleveland.

## Formel 1
Ohne zuvor Erfahrungen im internationalen Formel-Sport erworben zu haben, meldete sich Jones im August 1967 zum Großen Preis von Kanada, der in Mosport Park abgehalten wurde. Einsatzfahrzeug war ein Cooper T82, der von einem Achtzylindermotor von Coventry Climax angetrieben wurde. Das Auto war 1966 für Joakim Bonniers und Jo Sifferts Renneinsätze in der Formel 2 gebaut worden; nach einigen erfolglosen Rennen hatte Cooper den Wagen unter Verwendung der mehrere Jahre alten Heckpartie eines früheren Modells für Jones auf Formel-1-Konfiguration umgerüstet.
Jones nahm als einer von 19 Wettbewerbern am Qualifikationstraining teil. Er legte nur eine vollständige Runde zurück, die er nach eigenen Angaben langsam anging, um sich an das Auto zu gewöhnen. In dieser Einlaufrunde fehlten ihm nahezu 30 Sekunden auf die (spätere) Polezeit von Jim Clark; der Kanadier Al Pease war nahezu 10 Sekunden schneller als er. Jones begann zwar eine zweite, schnellere Runde, konnte sie aber nicht beenden. Aufgrund eines Mechanikerfehlers fiel im Laufe der zweiten Runde die Zündung aus. Die Organisatoren des Großen Preises von Kanada sahen Jones’ Zeit aus der Einlaufrunde als nicht ausreichend an und schlossen ihn daraufhin von der Teilnahme am Rennen aus.